# Rata bit
În telecomunicații și computing, rata bit (bitrate sau ca o variabilă R) este numărul de bit care este transportat sau prelucrat pe unitatea de timp.
Rata de bit este cuantificată folosind unitatea bit pe secundă (simbol: „bit / s”), adesea în combinație cu un prefix SI cum ar fi „Kilo-” (1 kbit/s = 1.000 bit / s), „Mega-” (1) Mbit / s = 1.000 kbit/s), „Giga-” (1 Gbit/s = 1.000 Mbit/s) sau „Tera-
” (1 Tbit/s = 1000 Gbit/s). Abreviația non-standard „bps” este adesea folosită pentru a înlocui simbolul standard „bit/s”, astfel încât, de exemplu, „1 Mbps” este folosit pentru a însemna un milion de biți pe secundă.
În majoritatea mediilor, un octet pe secundă (1 B/s) corespunde la 8 bit/s.

## Legături externe
- DVD-HQ bit rate calculator Calculate bit rate for various types of digital video media.
- Maximum PC - Do Higher MP3 Bit Rates Pay Off?
- Valid8 Data Rate Calculator